# William P. Rogers
William Pierce Rogers (23 de Junho de 1913 — 2 de Janeiro de 2001) foi um advogado e político dos Estados Unidos, tendo ocupado o cargo de Procurador-Geral entre 1957 e 1961 e o de Secretário de Estado entre 1969 e 1973.
Diplomado em direito, inicia actividade em 1937 e trabalha entre 1938 e 1942 sob o mandato do procurador Thomas E. Dewey perseguindo o crime organizado na cidade de Nova Iorque.
Em 1942, junta-se à US Navy e seve no USS Intrepid durante a batalha de Okinawa.
Em 1950, Rogers entrou no conselho de administração do escritório jurídico "Dwight, Royall, Harris, Koegel & Caskey" depois chamado "Rogers & Wells" e ainda "Clifford Chance Rogers & Wells" (trabalhou aí até à data da sua morte).
Em 1953, Rogers junta-se à administração do presidente Dwight Eisenhower como vice-procurador-geral e depois como procurador-geral de 1957 a 1961.
De Janeiro de 1969 a Setembro de 1973, foi Secretário para os Assuntos Externos do presidente Richard Nixon mas seria dominado pela importância que tinha o conselheiro para a segurança, Henry Kissinger.
Em 1986, foi o responsável pelo inquérito sobre as causas da explosão do vaivém Challenger, que seria demolidor para a direcção da NASA apontando numerosas atitudes de negligência.